# Maria do Carmo Rodrigues
Maria do Carmo Rodrigues (Funchal, Portugal, 16 de julho de 1924 - Prazeres, 5 de maio de 2014) foi uma escritora madeirense de grande destaque. Dedicou-se sobretudo à literatura infantojuvenil, tendo produzido vários contos e peças de teatro infantis. As suas peças foram maioritariamente transmitidas pela antiga Emissora Nacional. Escreveu também diversas novelas e peças teatrais para leitores adultos. O seu impacto foi notório não só na área da literatura como na área da educação, para a qual contribuiu mediante a participação e elaboração de diversos projetos.

## Biografia
Filha de António Leite Monteiro, médico, e de Maria de França Dória Pimenta Leite Monteiro, nasceu a 16 de Julho de 1924, na freguesia de Santa Luzia. Residiu parte da sua vida em Lisboa, na rua das Amoreiras, a partir de 1979. Na infância, estudou no Colégio da Apresentação de Maria, durante a década de 1930. Iniciou a sua carreira literária em 1941 sob o pseudónimo de Suzana Pobre, que usou até 1953. Após o casamento aos 22 anos com o Dr. José Manuel da Silva Rodrigues, médico e inspetor de saúde no Funchal, começou a assinar as suas obras com o seu nome de casamento "Maria do Carmo Rodrigues".
Além da sua carreira literária, Maria do Carmo Rodrigues teve um papel ativo na promoção de serviços sociais com vista ao apoio às crianças, juventude e idosos. Foi sócia fundadora do Comité Português para a Unicef e do IAC – Instituto de Apoio à Criança - e da Associação Crianças Sem fronteiras. Entre 24 de setembro de 1974 e 5 de maio de 1977, foi presidente da Comissão Distrital de Assistência do Funchal. Sob este cargo, desenvolveu a creche e o jardim de infância da instituição Auxílio Maternal, instalou um lar para idosos na Quinta do Vale Formoso e adaptou o Hospício da Princesa Dona Amélia a Lar de idosos. A 15 de março de 1977 foi nomeada pelo ministro da justiça, Dr. Almeida Santos, diretora do Centro Polivalente do Funchal e a 23 de março de 1979, foi transferida para a Direção Geral dos Serviços Tutelares de Menores como técnica de 3.ª em Lisboa, tendo aí fixado residência.
Foi diretora do do jornal infantil "A Canoa", publicado no Funchal entre 1969 e 1971, colaborou na Biblioteca "O Jardim" e participou em associações como a Associação Lions Clube e na Associação Portuguesa de Escritores.
Na área da educação, contribuiu com a sua participação em inúmeros programas de rádio dirigidos a jovens e educadores. Protagonizou várias sessões de sensibilização à leitura em escolas e bibliotecas públicas pelo país e escreveu contos em colaboração com os alunos.
Morreu nos Prazeres a 5 de Maio de 2014.
A propósito do Dia Internacional do Livro Infantil, o Arquivo Regional e Biblioteca Pública da Madeira (ABM) formalizou a doação do acervo da autora madeirense. A exposição no ABM com o título "Maria do Carmo Rodrigues e a escrita de receção infantojuvenil. A Ilha ao Mundo" percorre a vida e obra da escritora, referindo as suas obras publicadas e os projetos mais notórios da sua carreira. Inclui uma exposição bibliográfica e documental, com exemplos de obras e documentos de arquivo doados. Após a assinatura do auto de doação, segue-se a conferência ‘Cosmovisão da Ilha e do Mundo: Percursos pela escrita de recepção infantojuvenil de Maria do Carmo Rodrigues’, proferida pela Prof.ª Doutora Leonor Coelho. O acervo é entregue à Região pela sobrinha da autora, Maria Antonieta Abreu Castaño. Deste conjunto documental, com datas entre 1919 e 2014, destacam-se alguns textos originais produzidos na década de 40, além de correspondência diversa, contos, novelas e textos para teatro, num total de mais de 300 documentos.

## Obra publicada
Da sua produção literária infantojuvenil destacam-se várias obras, entre as quais:
- "Dona Trabucha", 1964;
- "O Vencedor", 1970;
- "Chamo-me Leovigildo", 1974;
- "Camélias Brancas", 1980;
- "O Jardim de Rosalina",1988;
- "Sebastião, o Índio", 1982;
- "À porta do teu coração", 1988;
- "A Jóia do Imperador", 1992;
- "A Mensagem Enigmática", 1993, selecionado para as Olimpíadas da Leitura da Fundação Círculo de Leitores;
- "Estou a crescer (poemas), 1999;
- "Como se faz o Vinho", 1999;
- "Tiago Estrela", 2002,recomendado pelo Plano Nacional de Leitura";
- "João Gomes do Gato", 2005;
- "Carlota e o seu amigo Pinheirinho", 2006

Entre as obras dirigidas a leitores adultos, sobressaem a obra "Receitas com Histórias" (2005) e "O Código de Ética do Lionismo" (2008).

## Prémios e homenagens
O seu trabalho foi reconhecido em vida tendo sido atribuídos vários prémios e condecorações, entre os quais: Medalha de Louvor da Cruz Vermelha em 1978; Distinção por Mérito Cultural da Região em 1992; e Comenda de Melvin Jones Fellow em 1995.
A 45ª edição da Feira do Livro do Funchal, que teve lugar de 24 de Maio a 2 de Junho de 2019, promoveu a autora em nome do Dia Mundial da Criança.
Após a sua morte em 2014, foi homenageada com dois votos de pesar, aprovados por unanimidade,no plenário da Assembleia Legislativa da Madeira, a 8 de Maio de 2014. As iniciativas foram apresentadas pelas bancadas do Partido Socialista e do partido do Centro Democrático Social (CDS). Maximiano Martins (PS) lembrou a autora como "ser humano maravilhoso" e elogiou as suas contribuições cívicas e culturais, sendo a sua morte uma "dolorosa perda para a Madeira e para o país".